# Хаєнне Евейк
Хаєнне Евейк (нід. Chayenne Ewijk; нар. 17 серпня 1988) — колишня нідерландська тенісистка.
Найвищу одиночну позицію світового рейтингу — 229 місце досягла 23 лютого 2009, парну — 216 місце — 20 жовтня 2008 року.
Здобула 7 одиночних та 19 парних титулів туру ITF.

## Фінали ITF

### Одиночний розряд (7–7)
| Легенда         |
| --------------- |
| турніри $25,000 |
| турніри $15,000 |
| турніри $10,000 |

| Фінали за покриттям |
| ------------------- |
| Тверде (3–5)        |
| Ґрунт (4–2)         |
| Килим (0–0)         |

| Результат | Ранг | Дата             | Місце                                | Покриття   | Суперниця                | Рахунок             |
| --------- | ---- | ---------------- | ------------------------------------ | ---------- | ------------------------ | ------------------- |
| Поразка   | 1.   | 23 жовтня 2005   | Порту-Санту (острів), Португалія     | Тверде     | Магалі де Латтре         | 5–7, 1–6            |
| Поразка   | 2.   | 19 лютого 2006   | Албуфейра, Португалія                | Тверде     | Сорана Кирстя            | 0–6, 5–7            |
| Поразка   | 3.   | 22 липня 2007    | Крайова, Румунія                     | Ґрунт      | Майлен Ору               | 7–6(3), 2–6, 2–6    |
| Перемога  | 1.   | 16 березня 2008  | Лас-Пальмас-де-Гран-Канарія, Іспанія | Тверде     | Кірстен Фліпкенс         | 4–6, 7–6(4), 7–6(4) |
| Перемога  | 2.   | 12 квітня 2008   | Тельде, Іспанія                      | Ґрунт      | Домініце Ріполль         | 6–2, 7–5            |
| Поразка   | 4.   | 28 червня 2008   | Гечо, Іспанія                        | Ґрунт      | Естрелья Кабеса Кандела  | 4–6, 4–6            |
| Поразка   | 5.   | 6 грудня 2009    | Поса-Ріка, Мексика                   | Тверде     | Клер де Губернатіс       | 3–6, 2–6            |
| Перемога  | 3.   | 30 серпня 2015   | Роттердам, Нідерланди                | Ґрунт      | Валентіні Грамматікопулу | 7–6(3), 6–3         |
| Перемога  | 4.   | 26 вересня 2015  | Суракарта, Індонезія                 | Тверде     | Лі Бейцзі                | 6–4, 5–7, 6–2       |
| Поразка   | 6.   | 3 жовтня 2015    | Джакарта, Індонезія                  | Тверде     | Цудзі Канамі             | 3–6, 4–6            |
| Перемога  | 5.   | 12 червня 2016   | Реюньйон, Франція                    | Тверде     | Естель Касіно            | 1–6, 6–4, 6–2       |
| Перемога  | 6.   | 11 вересня 2016  | Алфен-ан-ден-Рейн, Нідерланди        | Ґрунт      | Сюзан Ламенс             | 7–5, 7–5            |
| Перемога  | 7.   | 19 серпня 2017   | Лас-Пальмас, Іспанія                 | Ґрунт      | Фанню Естлунд            | 4–6, 6–4, 6–2       |
| Поразка   | 7.   | 4 листопада 2017 | Петанж, Люксембург                   | Тверде (i) | Світлана Пироженко       | 2–6, 6–4, 0–6       |

### Парний розряд (19–7)
| Легенда         |
| --------------- |
| турніри $25,000 |
| турніри $15,000 |
| турніри $10,000 |

| Фінали за покриттям |
| ------------------- |
| Тверде (11–4)       |
| Ґрунт (7–3)         |
| Килим (1–0)         |

| Результат | Ранг | Дата              | Турнір                                    | Покриття   | Партнерка          | Суперниці                                     | Рахунок             |
| --------- | ---- | ----------------- | ----------------------------------------- | ---------- | ------------------ | --------------------------------------------- | ------------------- |
| Перемога  | 1.   | 7 лютого 2006     | Валі-ду-Лобу, Португалія                  | Тверде     | Емілі Баке         | Ліана Унгур Іпек Шенолу                       | 6–3, 6–3            |
| Перемога  | 2.   | 13 лютого 2006    | Албуфейра, Португалія                     | Тверде     | Емілі Баке         | Полона Ребершак Сорана Кирстя                 | 6–4, 6–4            |
| Перемога  | 3.   | 26 листопада 2007 | Ла-Валь-д'Уйшо, Іспанія                   | Ґрунт      | Марлот Медденс     | Алексіс Праусіс Лусія Сайнс                   | 6–4, 6–4            |
| Перемога  | 4.   | 26 січня 2008     | Каарст, Німеччина                         | Килим (i)  | Даніелле Гармсен   | Неда Козич Анастасія Полторацька              | 6–4, 6–1            |
| Перемога  | 5.   | 24 лютого 2008    | Портіман, Португалія                      | Тверде     | Емілі Баке         | Олена Чалова Людмила Нікоян                   | w/o                 |
| Перемога  | 6.   | 7 квітня 2008     | Тельде, Іспанія                           | Ґрунт      | Домініце Ріполль   | Анн-Валері Евен Петра Паялич                  | 6–2, 3–6, [10–4]    |
| Поразка   | 1.   | 21 квітня 2008    | Наманган, Узбекистан                      | Тверде     | Марина Мельникова  | Василіса Давидова Марія Жаркова               | 6–3, 5–7, [6–10]    |
| Перемога  | 7.   | 18 серпня 2008    | Енсхеде, Нідерланди                       | Ґрунт      | Пауліне Вонг       | Даніела Ковелло Бо Вергюлсдонк                | 6–1, 6–4            |
| Перемога  | 8.   | 6 жовтня 2008     | Джунія, Ліван                             | Ґрунт      | Анастасія Якімова  | Кармен Клашка Лаура Зігемунд                  | 7–5, 7–5            |
| Поразка   | 2.   | 13 вересня 2009   | Алфен-ан-ден-Рейн, Нідерланди             | Ґрунт      | Марлот Медденс     | Людмила Кіченок Надія Кіченок                 | 2–6, 6–4, [8–10]    |
| Перемога  | 9.   | 21 вересня 2009   | Телаві, Джорджія                          | Ґрунт      | Марлот Медденс     | Татія Мікадзе Манана Шапакідзе                | 6–2, 6–4            |
| Поразка   | 3.   | 10 серпня 2015    | Лас-Пальмас-де-Гран-Канарія, Іспанія      | Ґрунт      | Розалі ван дер Гук | Ольга Брозда Анастасія Шошина                 | 7–6(8), 3–6, [10–7] |
| Перемога  | 10.  | 10 серпня 2015    | Лас-Пальмас, Іспанія                      | Ґрунт      | Розалі ван дер Гук | Марта Гонсалес Енсінас Естела Перес Сомарріба | 7–6(5), 6–0         |
| Перемога  | 11.  | 20 березня 2016   | Нанкін, КНР                               | Тверде     | Розалі ван дер Гук | Ксенія Беккер Лідія Морозова                  | 6–4, 6–2            |
| Перемога  | 12.  | 16 квітня 2016    | Діжон, Франція                            | Тверде     | Розалі ван дер Гук | Манон Пераль Мод Вінь                         | 6–2, 6–0            |
| Поразка   | 4.   | 18 червня 2016    | Grand-Baie, Маврикій                      | Тверде     | Розалі ван дер Гук | Кіра Шрофф Дгрутхі Татачар Венуґопал          | 1–6, 1–6            |
| Перемога  | 13.  | 26 червня 2016    | Grand-Baie, Маврикій                      | Тверде     | Розалі ван дер Гук | Кіра Шрофф Дгрутхі Татачар Венуґопал          | 6–3, 6–3            |
| Перемога  | 14.  | 24 липня 2016     | Дон-Беніто, Іспанія                       | Тверде     | Розалі ван дер Гук | Арабела Фернандес Рабенер Яна Сізікова        | 7–5, 6–2            |
| Поразка   | 5.   | 30 липня 2016     | Savitaipale, Фінляндія                    | Тверде     | Розалі ван дер Гук | Ксенія Беккер Джорджа Брешія                  | 6–4, 4–6, [5–10]    |
| Поразка   | 6.   | 10 вересня 2016   | Алфен-ан-ден-Рейн, Нідерланди             | Ґрунт      | Розалі ван дер Гук | Ніна Крюеєр Сюзан Ламенс                      | 0–6, 6–3, [5–10]    |
| Перемога  | 15.  | 16 вересня 2016   | Петанж, Люксембург                        | Тверде (i) | Розалі ван дер Гук | Юстина Єгйолка Маґалі Кемпен                  | 7–6(6), 6–3         |
| Перемога  | 16.  | 14 жовтня 2016    | Лагос, Нігерія                            | Тверде     | Розалі ван дер Гук | Валентіні Грамматікопулу Прартхана Томбаре    | 6–3, 7–5            |
| Перемога  | 17.  | 4 листопада 2016  | Осло, Норвегія                            | Тверде (i) | Розалі ван дер Гук | Карен Барріца Міхаела Гончова                 | 6–4, 6–4            |
| Поразка   | 7.   | 27 січня 2017     | Сен-Мартен (Франція), Франція (Гваделупа) | Тверде     | Розалі ван дер Гук | Дезіре Кравчик Джуліана Ольмос                | 1–6, 1–6            |
| Перемога  | 18.  | 7 жовтня 2017     | Тельде, Іспанія                           | Ґрунт      | Ліза Сабіно        | Анастасія Ямачкіне Ана Лантіґуа де ла Нуес    | 6–1, 6–1            |
| Перемога  | 19.  | 5 листопада 2017  | Петанж, Люксембург                        | Тверде (i) | Розалі ван дер Гук | Прісілья Гайсе Дебора Керфс                   | 6–2, 4–6, [10–8]    |

## Участь у Кубку Федерації

### Одиночний розряд
| Розіграш             | Раунд              | Дата          | Місце               | Супротивник     | Покриття   | Суперниця          | W/L | Рахунок          |
| -------------------- | ------------------ | ------------- | ------------------- | --------------- | ---------- | ------------------ | --- | ---------------- |
| Кубок Федерації 2010 | Зона Європи/Африки | 3 лютого 2010 | Лісабон, Португалія | Болгарія        | Тверде (i) | Дія Евтімова       | W   | 6–1, 6–7(6), 6–2 |
| Кубок Федерації 2010 | Зона Європи/Африки | 4 лютого 2010 | Лісабон, Португалія | Словенія        | Тверде (i) | Катарина Среботнік | L   | 6–4, 3–6, 4–6    |
| Кубок Федерації 2010 | Зона Європи/Африки | 5 лютого 2010 | Лісабон, Португалія | Ізраїль         | Тверде (i) | Юлія Глушко        | W   | 6–4, 6–7(3), 6–3 |
| Кубок Федерації 2010 | Зона Європи/Африки | 6 лютого 2010 | Лісабон, Португалія | Велика Британія | Тверде (i) | Енн Кеотавонг      | L   | 6–7(5), 3–6      |